# Mateo Soler
Mateo Soler (Argentina, 20 de febrero de 2003) es un jugador profesional argentino de rugby que se desempeña en la posición de fullback en Dogos XV, equipo perteneciente a la liga Super Rugby Américas.

## Carrera
Soler comenzó su carrera deportiva con el equipo Tala Rugby Club. En 2023 se unió a Dogos XV, donde lleva jugando dos temporadas. También es parte de la segunda selección argentina de rugby, Argentina XV. Además, estuvo en la Selección juvenil de rugby de Argentina.